# Ormont-Dessous
Ormont-Dessous (antiguamente en alemán Ormund o Ulmenthal) es una comuna suiza del cantón de Vaud, ubicada en el distrito de Aigle. Limita al norte con la comuna de Château-d'Œx, al este con Ormont-Dessus, al sur con Ollon y Aigle, y al oeste con Leysin, Corbeyrier y Villeneuve.
Formada por las localidades de Cergnat, La Comballaz, La Forclaz, Le Sépey, Les Mosses, Les Planches, Le Pont-de-la-Tine y les Voettes. La comuna formó parte del círculo de Ormonts, disuelto el 31 de diciembre de 2007 con la entrada en vigor de la nueva ley de ordenamiento territorial del cantón de Vaud.